# Bachatango
 (août 2008).
Si vous disposez d'ouvrages ou d'articles de référence ou si vous connaissez des sites web de qualité traitant du thème abordé ici, merci de compléter l'article en donnant les références utiles à sa vérifiabilité et en les liant à la section « Notes et références ».
Le Bachatango est une danse née en 2006, à Turin, en Italie.

## Historique
Des danseurs confirmés de bachata ont voulu faire évoluer leur technique en l'enrichissant de figures de tango. La fusion de ces deux disciplines a engendré une nouvelle danse qui commence à avoir beaucoup de succès en Italie et en Europe. Elle commence à être enseignée dans les cours de danse latine mais la technique du bachatango est encore en pleine évolution car chaque professeur apporte sa touche personnelle. Le mélange de ces deux styles donne lieu à une nouvelle danse à la fois sexy et forte d'une énergie positive qui a dorénavant sa propre identité.

## La technique du bachatango
La technique consiste à alterner, de façon ludique, les figures très érotiques de la bachata (déhanché, roulé des épaules, ondulations, partenaires très proches) avec les figures emblématiques du tango comme les croisés de jambes (« gancho »), les jetés, et les changements de rythmes brusques.
Le compte des pas est le suivant : 1-3, pause, 5-7, pause. Certains professeurs préconisent de cesser le comptage durant les figures de tango alors que d'autres proposent le comptage continu. L'enseignement du bachatango commence à être proposé en DVD ou en extraits vidéos libres.

## La musique associée au bachatango
À défaut d'avoir un courant musical dédié, le bachatango se danse sur des airs de bachata ou sur certains airs de tango moderne. Il existe aussi sur le net de plus en plus de compositions personnelles créées par des DJs italiens ou des troupes de spectacles musicaux.